# Vävstol

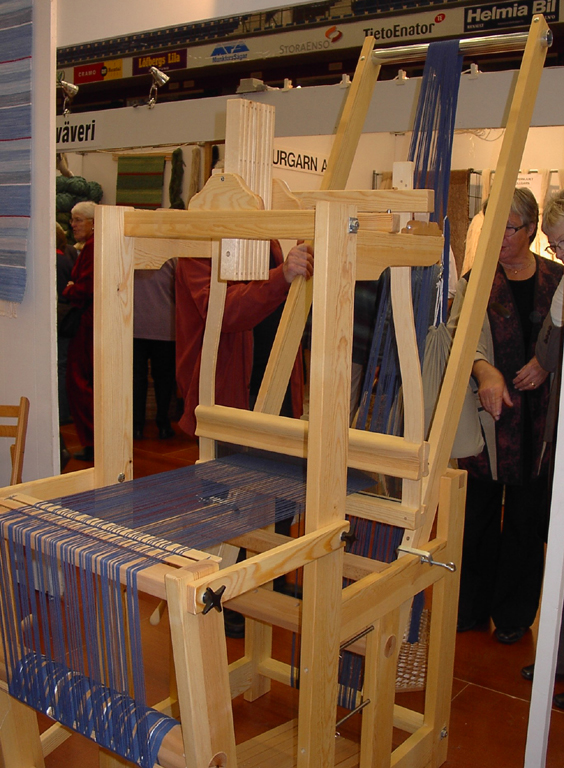
Modern (senare delen 1900-talet) hopfällbar vävstol från Öxabäck för åtta skaft och kontramarsch samt pådragningsknekt.

Vävstol kallas den anordning som används för att, främst manuellt, tillverka tyg genom vävning. Det finns många olika typer av vävstol. Vävstolar med trampor konstruerades ursprungligen i Kina före vår tideräknings början. De kom till Norden strax före medeltiden. Vävningens historia är dock betydligt äldre än så; de tidigaste fynden av vävt tyg från Irak är mer än 9 000 år gamla.
Utveckling av vävstolen var avgörande för den tidiga industrialiseringen i Europa. Ett genombrott var den flygande skytteln som uppfanns 1733 av engelsmannen John Kay och möjliggjorde snabbare vävning. Den följdes 1764 av spinnmaskinen Spinning Jenny, konstruerad av James Hargreaves.
Det första patentet på en mekanisk vävstol togs av den brittiska prästen Edmund Cartwright år 1785. Tekniken utvecklades av mekaniker som Joseph-Marie Jacquard som i början av 1800-talet fullbordade Jacquardvävstolen – den första kända tillämpningen av instruktioner med hjälp av hålkort, som möjliggjorde att varje enskild varptråd kunde styras oberoende av de andra.

## Svenska typer
Textilfragment från stenåldern har påträffats i Sverige. Man vet dock ganska lite om hur vävstolarna som dessa vävts på sett ut. Troligen har det handlat om någon form av varptyngd väv, vävstolar av detta slag brukades på Island fram till 1700-talet och av samer i norska finnmarken in i modern tid. Fynd av treskaftskypert från båtgravarna i Vendel och Valsgärde och från Birka på 800-900-talen tyder på att dessa vävts i vävstolar med liggande varp. En vävluna som måste höra till en trampvävstol har påträffats vid arkeologiska utgrävningar i Sigtuna. Den är daterad till 1200-talet. På 1300-talet dyker ordet "solv" upp i svenskan och danskan, från samma sekel härrör ett belägg för ordet "fyrskaft".
Under 1500-talet introducerades flamskvävstolen med vertikalt spänd väv mellan två bommar i Sverige.
Den äldsta bevarade svenska trampvävstolen är från någon gång på 1600-talet. Vävskedstillverkningen i Dalarna har anor från 1700-talet, vilket innebär att man redan då hade behov av vävskedar. I de tidigare varptyngda lodräta vävstolarna hade man inte vävskedar ännu, utan de kom med golvvävstolarna på 1700-talet till Sverige. 
För att väva damast finns särskilda damastvävstolar. De är som regel både högre och längre än vanliga vävstolar. Under 1500- och 1600 talet använde yrkevävare  sk. kägelvävstolar som under 1700-talet efterträddes av simpelvävstolar. För jacquardvävning finns särskilda jacquardvävstolar. Jacquard är en väv med ett dekorativt mönster som är alltför komplicerat att vävas på en vanlig solvskaftvävstol. Jacqauardvävstolen är en speciell vävstol, där mönsterbildningen styrs av hålkort och de är som regel mekaniskt styrda och skötta, men även manuella jacquardvävstolar existerar. Mönsterbilden i väven skapas genom att färgen i varp och vävtrådar framhävs genom det sätt som inslaget sker, och detta samtidigt bildar den färdiga textilen. Främsta skillnaden mot den traditionella vävstolen är att varje enskild varptråd kan styras oberoende av de andra. Upp till 1792 varptrådar kan på så sätt styras helt separat från övriga trådars rörelser upp och ned. Grunddragen är densamma, med varpbom och tygbom och däremellan anordningar för skaften och slagbom.  
Varpbommen sitter längst bak, och på den rullas varpen upp (ett arbetsmoment kallat bomning), i vilken man sedan skyttlar inslagstråden. Först träs varptråden genom solven som genom förmedling av skaftkäppar är förbundna med tramporna och reglerar vilka varptrådar som höjs och sänks vid vävningen. Sedan träs varptråden genom vävskeden som sitter i slagbommen och knyts fast i en käpp som är förankrad till tygbommen, som sitter närmast vävaren.
Efsingar kallas ändarna på varpen vilken är upprullad på varpbommen.
Många vävstolar har en bänk för vävaren att sitta på, fast förankrad i vävstolen. I andra fall sitter vävaren på en lös stol eller bänk av vad slag som helst.

## Några vanliga typer av vävstolar

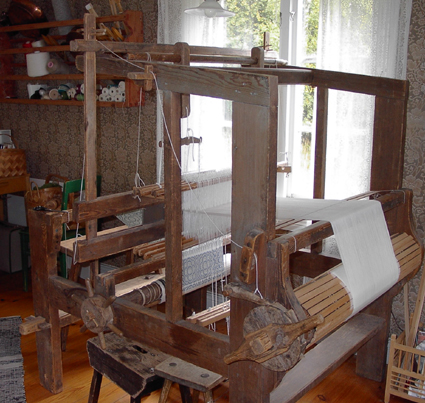
Traditionell gammal vävstol, sedd snett bakifrån. Modellen är en så kallad golvvävstol eller trampvävstol.
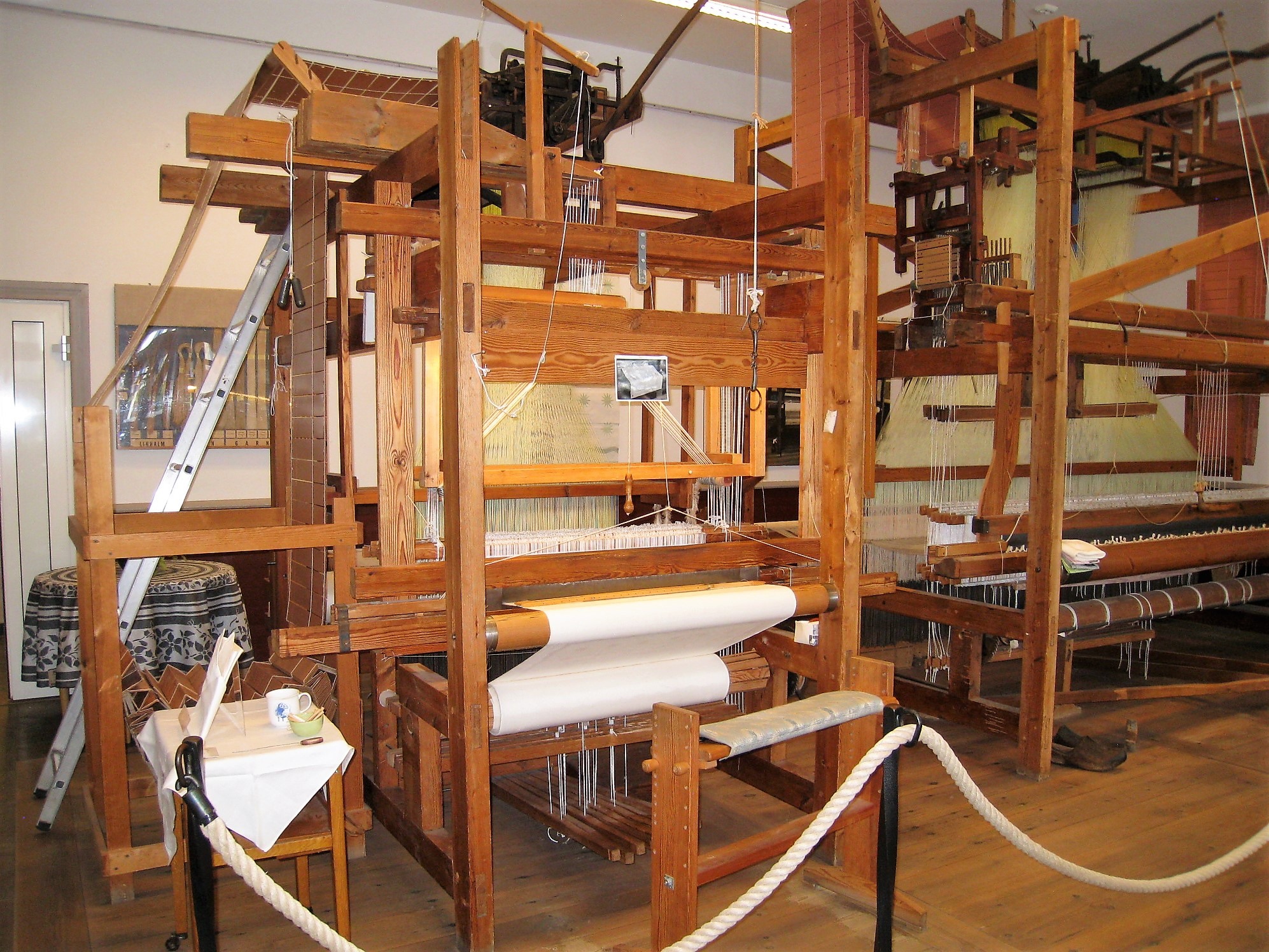
Jacquardvävstol.
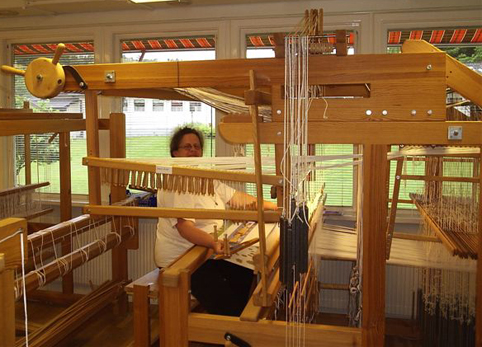
Damastvävstol.
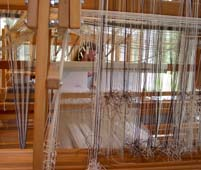
Damastvävstolens harnesktrådar, sedd bakifrån.

### Bygdemål
Ålderdomliga benämningar förekommande i Skåne är fotspor för tramporna och fotsporträ för den balk längst bak i vävstolen, där tramporna är upphängda. 

## Vävstolar i andra länder
Internationellt sett ser vävstolar väldigt olika ut.

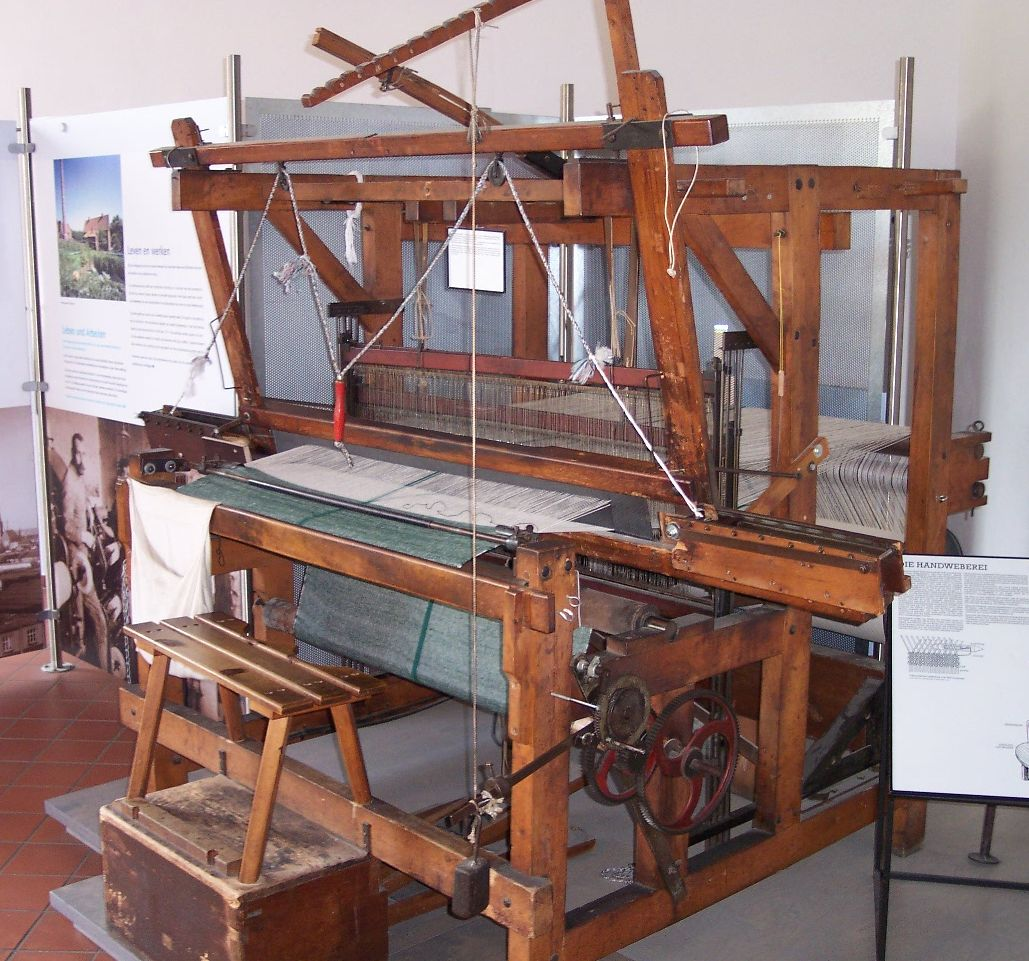
Handvävstol i Textilmuseum Bocholt i Nordrhein-Westfalen i Tyskland. Staden Bocholt var tidigare känd för bomulls- och järnindustri.
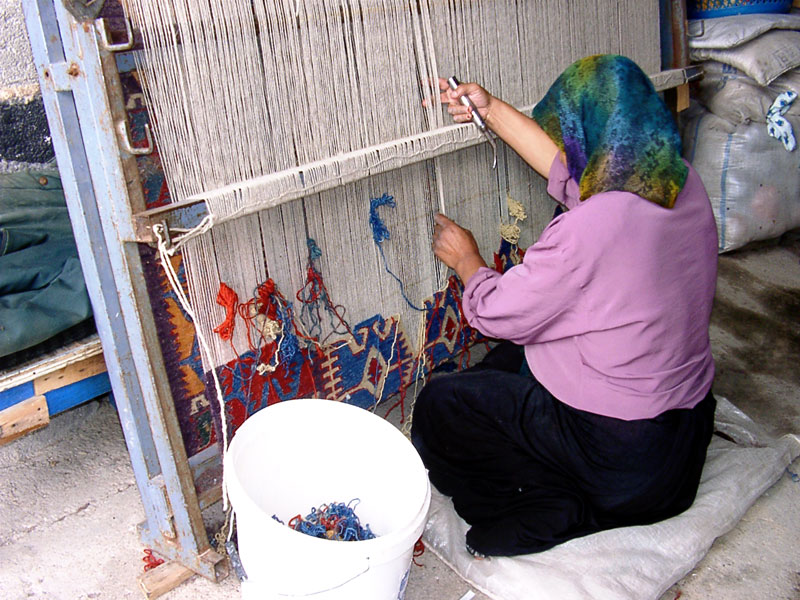
En kvinna i Konya, Turkiet, arbetar vid en vertikal vävstol.
- En kvinna väver en silkes-rebozo på en ryggvävstol i skolan Taller Escuela de Rebocería i Santa Maria del Rio, San Luis Potosí.

## Vävstolars konstruktion

Delar i en vävstol, sedd från vävarens högra sida. 1 fot, 2 ram, 3, 4, 5 trampor, 6, 7, 8, 9, 10, 11, 12, 13, 14, 15, 16, 17, 18, 19, 20.
Delar i en vävstol, sedd från vävarens vänstra sida. 1. Två sidostycken, 2. Sittplats, 3. Varpbom, 4. Varp, 5. Sträckbom, 6. Skälspröt, 7. Solvskaft, 8. Solv (öga), 9. Skyttel med väftgarn, 10. Skäl, 11. Färdig väv, 12. Bröstbom, 13. Upphängningsstag för slagbommen. 14. Justering för slagbommen. 15. Slagbom med vävsked, 16. Trampor, 17. Tygbom med färdig väv. Knäbommen är strax ovanför.